# Thong Saw Pak
Thong Saw Pak (ur. 20 lipca 1924 w Ipoh, zm. 4 października 2015) – sztangista i naukowiec, olimpijczyk w barwach reprezentacji Singapuru.

## Życiorys
Karierę sportową rozpoczął od uprawiania pływania, z czasem zmieniając dyscyplinę na podnoszenie ciężarów. Reprezentując Malaje wystąpił na Igrzyskach Imperium Brytyjskiego 1950, zdobywając srebrny medal w wadze do 67,5 kg (735 funtów w trójboju). 
Wystąpił na Letnich Igrzyskach Olimpijskich 1952 w kategorii do 67,5 kg. Reprezentował Singapur, ponieważ Malaje nie miały wówczas zatwierdzonego przez MKOl narodowego komitetu olimpijskiego. Wyciskanie ukończył na 11. miejscu z wynikiem 95 kg. W wyniku naderwania mięśni pleców musiał wycofać się z rwania i podrzutu – tym samym nie ukończył zawodów. W Helsinkach pełnił funkcję chorążego reprezentacji Singapuru podczas ceremonii otwarcia igrzysk. Po występie w igrzyskach olimpijskich wycofał się ze startów w międzynarodowych zawodach z powodu kontuzji.
Kształcił się w Raffles College w Singapurze. Po starcie w igrzyskach olimpijskich otrzymał stypendium naukowe na studia fizyczne. Uzyskał doktorat na Queen’s University Belfast, a od 1959 roku wykładał na Uniwersytecie Malaya. W latach 1973–1976 był dyrektorem Instytutu Fizyki na tej uczelni.
W 2016 roku został przyjęty do Olympic Council of Malaysia’s Hall of Fame.